# كريس كانون
كريس كانون (بالإنجليزية: Chris Cannon )‏ (و. 1950  م) هو سياسي، ومحامي، ومدير تنفيذي للأعمال أمريكي، ولد في سولت ليك سيتي، هو عضوٌ في الحزب الجمهوري.

## مناصب
تولى منصب عضو مجلس النواب الأمريكي (4 يناير 2007–3 يناير 2009)
- عضو مجلس النواب الأمريكي (4 يناير 2005–3 يناير 2007)[3]
- عضو مجلس النواب الأمريكي (7 يناير 2003–3 يناير 2005)[3]
- عضو مجلس النواب الأمريكي (3 يناير 2001–3 يناير 2003)[3]
- عضو مجلس النواب الأمريكي (6 يناير 1999–3 يناير 2001)[3]
- عضو مجلس النواب الأمريكي (7 يناير 1997–3 يناير 1999)[3]
- عضو مجلس النواب الأمريكي (3 يناير 1997–3 يناير 2009)
- رئيس مجلس الإدارة (1992–1994)[3]
- كاتب عدل [الإنجليزية]‏ (1983–1986).[3]

## التعليم
تعلم في كلية جاي روبين للحقوق ‏، وتحصل منها على دكتوراه في القانون (حتى 1980)، وكلية هارفارد للأعمال (1974–1975)، وجامعة بريغام يونغ، وتحصل منها على بكالوريوس العلوم (حتى 1974).